# Briffaud GB-80 Aerovolier
Die Briffaud GB-80 Aerovolier war ein einsitziges französisches schwanzloses Segelflugzeug.

## Geschichte

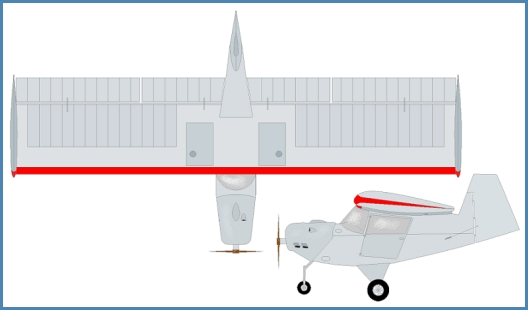
Briffaud GB-6

Georges Briffaud arbeitete als Ingenieur bei der französischen Atombehörde und war Amateurflugzeugbauer. Im Jahr 1955 baute er ein schwanzlose Motorflugzeug, einen kleinen Brett-Hochdecker. Das Flugzeug hatte einen Lutetia-Motor mit 44 PS  und wurde GB-6 genannt. Die Spannweite des Rechteckflügels betrug ungefähr 8 m. An den Randbögen waren als sogenannte Randkeulen ausgebildete Abschlusskörper angebracht. Die Steuerung erfolgt durch innen liegende Höhenruder und außen liegende Querruder sowie ein zentrales Seitenleitwerk. Zudem verfügte die Maschine über ein Dreibein-Fahrwerk. Der Pilot Lucien Querey führte die Flugerprobung durch. Bei der Landung brach das Bugrad und der Rumpf wurde beschädigt.
1960 baute Briffaud auf Basis der vorhandenen Tragflächen der GB-6 das kunstflugtaugliche Segelflugzeug GB-80. Die Tragflächen erhielten eine elliptische Verlängerung, die Steuerung wurde beibehalten.
Die Maschine war mit einer Modifikation des bewährten NACA-Profils 23012 ausgestattet und die Sicht aus dem Cockpit dürfte unübertroffen gewesen sein. Der Erstflug erfolgte am 21. September 1960 im Flugzeugschlepp mit Jaques Goby am Steuer. Am 6. Juni 1961 erhielt das Flugzeug seine Musterzulassung. Verschiedene Bilder zeigen die GB-80 einmal mit einem niedrigen, ein anderes Mal mit einem nach oben verlängerten Seitenleitwerk mit Hornausgleich. Die Flugeigenschaften und Leistungen sollen mit dem vergrößerten Seitenruder etwa denen einer DFS Meise entsprochen haben. Eine Umrüstung als Motorsegler war von vornherein vorgesehen, wobei die Luftschraube, ähnlich wie bei der deutschen RW-3, in einem Spalt zwischen Seitenflosse und Seitenruder rotieren sollte. Der Motor sollte hinter dem Piloten eingebaut werden und über eine Welle die Luftschraube antreiben. Allerdings war kein geeigneter Motor mit Anlasser vorhanden und so blieb die GB-80 ein Segler.
Enttäuscht rüstete Briffaud die GB-80 im Jahr 1965 ab, um den Tragflügel für ein neues Projekt namens GB-9 zu verwenden. Die GB-9 sollte einen Frontmotor mit Zugschraube erhalten, der sich leichter anwerfen ließ. Später allerdings bereute Briffaud die GB-80 abgerüstet zu haben, da er beruflich sehr beschäftigt war und die GB-9 nie fertig wurde.

## Technische Daten
| Kenngröße             | Daten      |
| --------------------- | ---------- |
| Besatzung             | 1          |
| Länge                 | 4,2 m      |
| Spannweite            | 11,2 m     |
| Höhe                  |            |
| Flügelfläche          | 15,4 m²    |
| Flügelstreckung       | 7,8        |
| Flügelprofil          | NACA 23012 |
| Leermasse             | 165 kg     |
| max. Startmasse       | 260 kg     |
| Gleitzahl             | 22         |
| Geringstes Sinken     | 0,9 m/s    |
| Höchstgeschwindigkeit |            |